# Ebba Hult De Geer

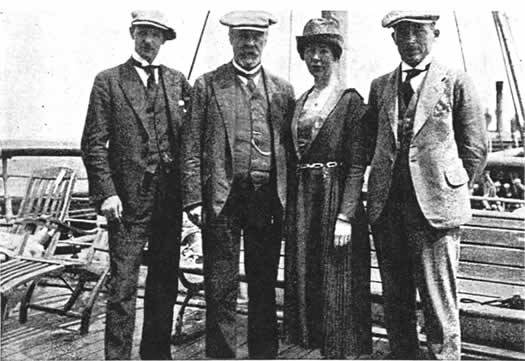
Ebba Hult De Geer 1920 in Nordamerika, mit (von links nach rechts) Ragnar Lidén, Gerard De Geer und Ernst Antevs.

Ebba Hult De Geer (geb. 2. Juni 1882 in Rödeby [Gemeinde Karlskrona] als Ebba Hult; gest. 28. Juli 1969 in Stockholm) war eine schwedische Geologin.

## Leben und Wirken
Nach dem Examen am Lehrerseminar von Anna Sandström (Anna Sandströms högre lärarinneseminarium) im Jahr 1902 arbeitete Ebba Hult De Geer bis 1904 als Lehrerin an der Risbergska Mädchenschule in Örebro und von 1904 bis 1907 an der Privatschule Whitlockska samskolan in Stockholm. Von 1906 bis 1908 studierte sie an der Universität Stockholm – unter anderem bei Gerard Jakob De Geer, den sie 1908 heiratete. Sie arbeitete als wissenschaftliche Mitarbeiterin und wurde 1943 Direktorin am geochronologischen Institut. De Geer reiste 1910 nach Spitzbergen sowie 1920 nach Nordamerika.
Bekannt wurde Ebba Hult De Geer für ihre geochronologischen und paläoklimatologischen Forschungen. In Zusammenarbeit mit ihrem Ehemann Gerard de Geer verwendete sie Ton-Ablagerungen in den Gletscherseen als Indikator für das Klima der erdgeschichtlichen Vergangenheit und untersuchte weltweit ähnliche Lagerstätten, um eine globale Klimageschichte zu erstellen. Die spät-quartäre schwedische Zeitskala, die sie zusammen mit ihrem Mann erstellte, war die bis dahin genaueste.

## Veröffentlichungen
- Dating of Prehistoric Bulwark. 1935.
- Jahresringe und Jahrestemperatur. 1936.
- Biochronology. Edinburgh 1936.
- Raknehaugen. 1938.
- Den planetariska varvfysiken. 1942.
- De Geer’s Chronology Confirmed by Radiocarbon, C 14. 1951.
- Conclusions from C 14 and De Geer's Chronology. 1951.
- La Varve Zéro et les drainages successifs finaux du Grand Lac de barrage central du Jämtland. 1953.
- Planetary Geochronology. 1956.
- Orographie et glaciation dans la Vallée Baltique. 1956.
- Les bords glaciaires de 7500 BC en Amerique du Nord et la période de 550 ans retrouvée en Suède. 1957.
- Old and New Datings of Swedish Ice Lakes and the Thermals of Bölling and Alleröd. 1957.
- La déglaciation d’Uppland-Åland… avec une analyse orographique. 1957.
- Till Gerard De Geers minne. 1958.
- Det rätta nollåret. 1959.
- G. De Geer’s Chronology. 1962.
- Übersicht der Würmdeglaziation. 1962.
- De Geer’s Part in Exploring the Baltic Sea. 1963.